# 電訊盈科
電訊盈科有限公司（英語：PCCW Limited）、簡稱電訊盈科、電盈，行內稱老電，是一家以香港為總部的環球公司，在電訊、媒體、資訊科技服務方案、物業發展及投資以及其他業務均持有權益。
2000年8月17日，盈科數碼動力（Pacific Century Cyber Works Limited，簡稱PCCW、亦是合併成電訊盈科所採用的）與香港電訊合併，曾保留「香港電訊」為其品牌，但其後品牌易名為電訊盈科。香港電訊被盈科數碼動力收購後，「香港電話有限公司」的名稱不變，但英文名稱為改「PCCW-HKT Telephone Limited」。
電訊盈科持有香港電訊香港電訊信託與香港電訊有限公司大部分股權。香港電訊是香港電訊服務供應商，服務有：固網、寬頻、流動通訊及媒體娛樂服務營運商。香港電訊提供端對端整合方案，以新興科技協助企業進行數碼轉型。香港電訊並建立了一個數碼生態圈，將集團的會員計劃、電子商務、旅遊、保險、金融科技及健康科技等服務結合。
電訊盈科同時有一個綜合的香港多媒體及娛樂集團，在香港及區內其他地方提供OTT（over-the-top）視象服務。電訊盈科亦在香港透過香港電視娛樂有限公司營運本地免費電視服務。包括：Viu為品牌的OTT（over-the-top）視象服務，亦透過香港電訊經營本港最具規模的收費電視業務Now TV。
電訊盈科亦在香港透過香港電視娛樂有限公司營運本地免費電視服務。
電訊盈科亦透過香港電訊企業方案及聯想電訊盈科企業方案營運香港、中國內地及東南亞的資訊科技及業務流程外判服務。此外，電訊盈科持有盈科大衍地產發展有限公司的股權以及其他海外投資。電訊盈科在全球50 個國家及城市共聘用超過22,800名員工，業務據點遍及香港、內地以及世界其他國家及地區。 
電訊盈科的股份在香港聯合交易所有限公司上市（代號：0008），並以美國預託證券方式在該國的OTC Markets Group Inc.（場外交易市場）買賣（代號：PCCWY （页面存档备份，存于））。

## 名字由來
公司名字可分為「電訊」、「盈科」兩個部分：
- 「電訊」為公司的所屬產業，亦是2000年香港电讯被盈科数码动力收购前的简称。
- 「盈科」出自《孟子·離婁下》：「源泉混混，不舍晝夜，盈科而後進，放乎四海。」，可以理解為「打下堅實基礎」、又或「按部就班」[3]，從而引伸「在電訊領域打下實幹基礎」；反而並非香港人一般所認為的「盈滿」或「高科技」等意思。香港中文大學中國語言及文學系主任何志華教授認為公司取名「饒富深思」[4]。

## 附屬公司
1. 盈科大衍地產發展有限公司（盈大地產）（港交所：0432.HK） - 30% （主要業務是於亞太區發展及管理優質物業及基建設施，以及投資頂級物業）
2. 香港電訊信託與香港電訊有限公司（港交所：6823） - 51.97%
3. 香港電視娛樂有限公司 - 100.00%
4. 電訊盈科網絡服務有限公司 - 80.00%
5. YesAsia - 11.67％
6. Mox - 10％
7. MakerVille- 100.00%
8. 聯想電訊盈科企業方案有限公司（Lenovo PCCW Solutions Limited） - 20％
9. 電訊盈科媒體- 100.00%

## 過往業務
1. Jaleco（2000年至2004年間曾使用PCCW Japan名稱，已於2005年出售給Sandringham Fund SPC Limited）
2. UK Broadband（已於2017年2月6日出售予英國）
3. Now TV Limited（前為電訊盈科媒體屬下一個部門，業務連同部門已於2020年下半年出售予HKT Interactive Media（HKT的附屬公司）並於2024年9月更名）
4. 數據中心業務（已於2021年7月26日出售予owerDC Holdco Pte. Ltd

## 主要服務
電訊盈科的主要服務包括：
- 透過香港電訊提供固網電話；數據服務；（網上行寬頻；EYE多媒睇）；移動通訊（2G、3G、4G及5G服務）；電訊盈科媒體提供黃頁、now tv
- 透過香港電視娛樂提供（ViuTV、ViuTVsix）
- 推出的OTT平台影片網站Viu

## 公司歷史

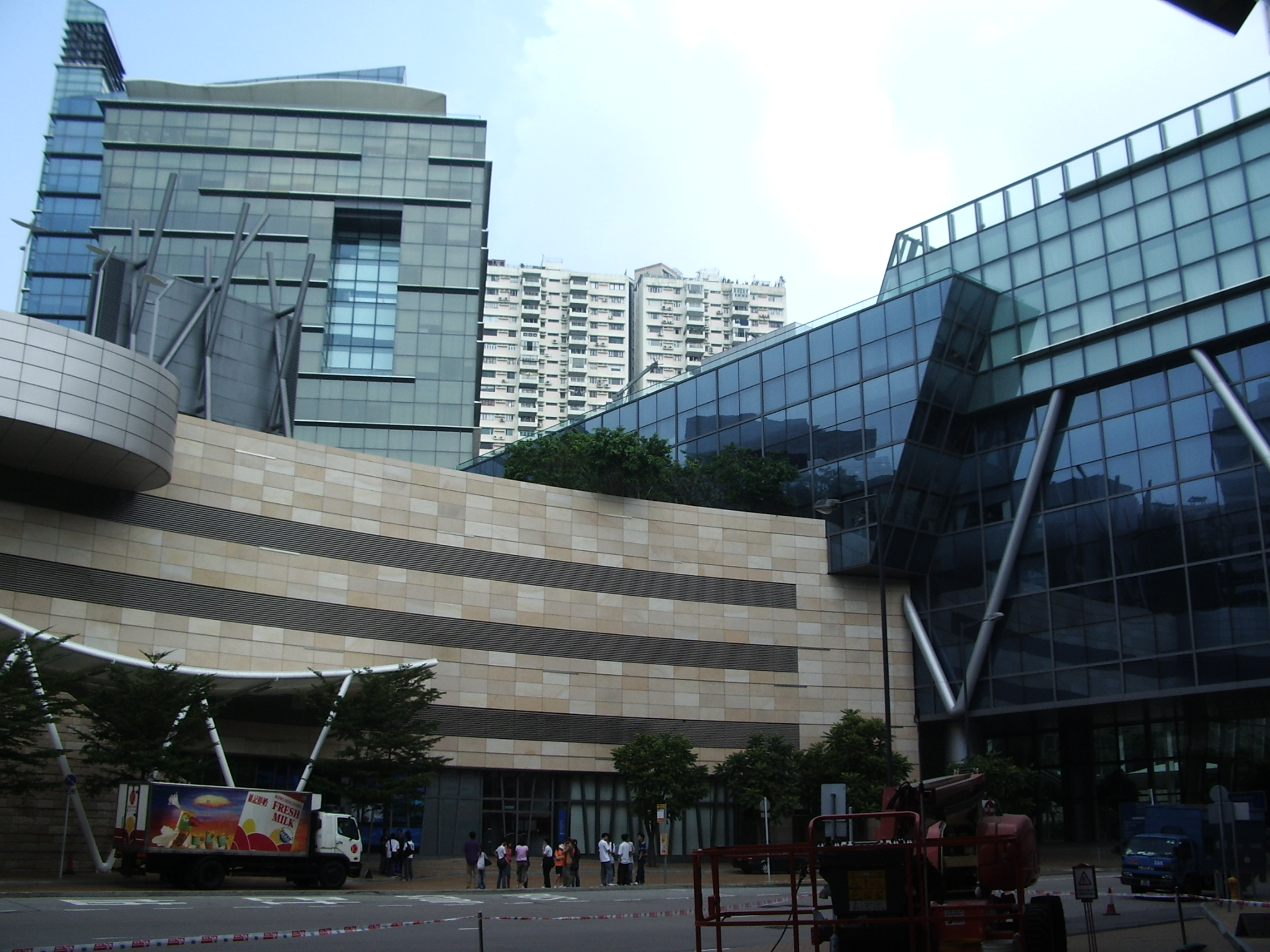
數碼港第二期

香港首富李嘉誠幼子李澤楷於1993年10月創立投資公司盈科拓展，其後在新加坡交易所上市。1998年，李澤楷開始游說香港政府發展數碼港。1999年3月，香港政府未經公開投標把高科技中心及地產發展項目數碼港發展權免費交給盈科拓展，代價是李澤楷需把數碼港非地產部分免費興建給香港政府，而李澤楷則能夠在地產項目（即後來的贝沙湾）中獲利，這被輿論批評為官商勾結。同年5月，李澤楷以盈科拓展部分資產以及數碼港發展權注入上市公司得信佳集團有限公司（港交所：1186），盈科拓展成為得信佳的大股東，並把得信佳改名為「盈科數碼動力」（盈動），盈科得以在香港借殼上市。
盈動的股份在1999年12月的1個月內從6港元左右攀升到12月28日的19.5港元
1999年12月10日，盈動股价從6港元上升至7港元，增值至540億港元
1999年12月13日，盈動的股价再急升至8.3港元，以691億港元的市值越過老牌股太古，首度躋身十大港股
1999年12月23日，對于盈動及其主席李澤楷均是輝煌的一天。盈動股票收市報15．6港元，升幅高達四成一，成交額更高達50億港元。盈動市值在一日之內急漲了379億港元，打破港股有史以來一只股票單日成交額的最高紀錄。李澤楷的身价也暴漲了100億港元，成為香港第四大富翁 
1999年12月28日，盈動股价再升22%，報19．5港元，市值超過1700億港元，成為全港第七大上市公司 
2000年，香港电讯的母公司英國大东電報局（Cable & Wireless）有意將香港电讯售予新加坡電信有限公司。消息傳出後在香港引起憂慮，擔心香港最大的電話系統公司會落入競爭對手新加坡當中，中央政府也暗示反對把香港電訊售予外資（即使大東電報局也是英資公司）。不同於電視台，香港法例並沒有規定固網公司不能控制在外資手上，只禁止反競爭行為。及後盈動加入競投，最終盈動在中銀，匯豐，法巴及巴克萊等四家銀行組成的銀團提供的110億美元巨額借貸成功收購，使盈動由一間資訊科技和地產公司，搖身一變成為香港規模最大、同時提供固網、無線電話、互聯網等綜合電訊服務以及發展地產的公司，市值超過2500億港元。兩家公司在同年8月24日合併成電訊盈科（這個日期亦是電訊盈科的正式成立日期，而不是沿用原盈科拓展或盈動的成立日期）。在收購消息加上科網熱潮，電訊盈科在2000年2月15日以每股28港元（股票五合一後實為HK$140）收市。

### 2001至2005年：虧損嚴重，大幅裁員
香港電訊被收購後，由於巨額借貸收購，利息成本極高，電盈在2001年虧損達69億港元，並成為負資產公司，同年7月4日宣布裁員290人。同年12月5日再以節省成本為由，解僱第二批職工，達506人。2002年3月25日，電盈「以使營運架構達至效率目標」為由，解僱858人，並實施外判制度。同年9月初推出自願性「員工創業承包計畫」，鼓勵主任級以上之員工帶領1000名或以上的員工自組新公司，承辦公司網絡、安裝及維修服務的外判工作。同年11月再宣布裁員600人。員工數目由2000年合併時的16,000多人，大幅減至2004年14000人。電盈亦出售非主要業務套現。 
另外，股東大東電報局不斷售出股份套現，以及科網泡沫爆破，以致股價急挫：2003年的股價比2000年高峰下跌了96%。面對負債和激烈競爭，該公司的股票是2002年和2003年表現最差的藍籌股。2003年，大東電報局完成售出手上佔電訊盈科14.7%的股份。該股份於2000年合併時總值50億美元，最後卻只售得19億。到了2006年，電訊盈科已成為市值最低的藍籌股，總市值甚至低於一些二線國企股。
2002年7月，電盈把CSL售予澳洲電訊（Telstra），以減低負債。
2003年1月，由於股價過低，電盈把股份五合一。
2003年7月，李澤楷不再擔任公司的行政總裁，只留任董事局主席。7月25日，前香港地鐵董事局主席兼行政總裁蘇澤光成為電訊盈科副主席兼集團董事總經理。
2004年初，電盈分拆地產業務，借殼東方燃氣（港交所：432）上市，並把東方燃氣改名為盈科大衍地產發展，並透過配股減持盈大地產的股份，套現大約3億港元。
2005年1月20日，中國第二大固網公司中國網通集團（中國聯合網絡通信前身，港交所除牌前：0906.HK）宣佈購入電訊盈科兩成股份，成為電訊盈科第二大股東。
2005年6月13日，電訊盈科宣佈購入香港流動電訊服務供應商SUNDAY六成股份，並打算以19.4億對SUNDAY進行私有化，雖然私有化失敗，但這是電訊盈科在2002年向澳洲電訊沽清旗下流動電訊服務供應商CSL的權益後，重返香港流動電話市場。
2006年11月30日，SUNDAY舉行特別股東大會，以99.5%通過把所有資產賣給電訊盈科、把所有現金派發特別股息及撤銷上市地位，電訊盈科最終成功對SUNDAY進行私有化。

### 2006年收購事件
2006年6月，電訊盈科證實澳洲麥格理銀行及美國基金新橋資本，有意收購電訊盈科大部分電訊及媒體資產，但不涉及收購電盈股權，作價約為550億至600億港元之間。李澤楷計劃在收購完成後派發特別股息，然後將電盈清盤。電盈第二大股東中國網通集團對此計劃提出反對，因為網通入股電盈時曾和電盈簽訂協議，當電盈的控股權易手時需要得到網通同意。但由於此計劃只涉及出售資產，而不涉及公司股權，故網通的反對並無效力，亦將不會影響交易能否成功進行。
然而，中國國家信息產業部認為電訊網路涉及國家安全和利益，不宜由外資擁有，因此中國政府一方面透過中國網通表達反對，另一方面則透過政治途徑向李嘉誠和李澤楷施壓。
7月10日，花旗集團高級顧問梁伯韜在香港表示，由他全資擁有的公司斥資91.6億港元，收購盈科拓展控有的電訊盈科23%股權，每股作價港幣6元。 李澤楷並私人拿出約14億港元作為特別股息派與股東。由於小股東的得益不及把資產以600億港元出售，電訊盈科在7月11日復牌後急跌8.11%，跌至港幣5.1元，完全抵銷了特別股息的收益，翌日的股價更曾跌穿5元。中國網通的股價在同日也下跌了5.15%。
雖然李澤楷是盈科拓展的大股東，但由於梁伯韜的部分資金來自李澤楷的父親李嘉誠，新加坡交易所視之為關聯交易，李澤楷於是失去了出售資產的投票權。
到了11月中，梁伯韜公佈的買家名單中包括李嘉誠基金會，引起李澤楷不滿，並表示「樂意見到收購方案被盈科拓展小股東否決」。李澤楷在11月17日回覆立法會的信件中更表示「對李嘉誠參與其中感到遺憾。」最終，收購方案於11月30日以76.3%反對票被否決，交易告吹。
12月1日，電訊盈科在香港交易所恢復交易，收市報4.8元，較停牌前下跌0.25元或4.95%。
2008年6月10日起，電訊盈科被剔出恆生指數成份股（藍籌股）。

### 2008－2009年私有化事件
2008年10月14日早上，香港股票市場開市前，電訊盈科宣佈暫停股份買賣（停牌）。停牌前報2.9元。
停牌3星期後，11月4日晚上，即恢復股份買賣（復牌）前夕，電訊盈科兩名大股東盈科拓展及網通集團提出以每股4.2元將公司私有化之建議，並須得到小股東和法庭批准，通過後電盈將撤銷上市地位。

私有化後，公司由兩名大股東全資擁有。
電訊盈科公佈私有化後，開始游說小股東接納私有化。
2008年12月23日，電訊管理局公布，同意電訊盈科私有化建議。12月29日，電訊盈科母公司盈科拓展通過由兩名大股東提出私有化電盈的建議。第二天，電訊盈科宣佈停牌。停牌前報3.45元，同日舉行法院會議及股東特別大會。但是提出私有化的兩大股東突然提出，把私有化作價由每股4.2元提高至4.5元。隨後小股東通過把會議押後舉行，等待公司修訂文件，及後便訂於2009年2月4日重新舉行會議。
2009年1月31日，獨立股票評論員David Webb向報章媒體引述消息，收到匿名網民向他舉報，指有投資者計劃向保險經紀提供1,000股（一手）電盈股票，並簽署投票授權書，在會議投票支持電盈私有化建議，引起他的懷疑。他翻查股東名冊，發現部份交易日在一天內有數以百計1,000股成交及轉戶紀錄，部份更來自同一間保險代理公司。他懷疑有不當股份轉讓，並把有關事件交給證監會及廉政公署調查。此事被媒體廣泛報導為「在股東大會種票」。股份隨即在星期一開市前停牌。
2009年2月3日，電訊盈科發表聲明，指沒有任何股東如報章報道曾進行任何不當股份轉讓。證監會亦表示會密切監察有關情況。並表示公司會如期舉行會議。股份當天下午復牌，收市報4.17元，升7%。
2009年2月4日，電訊盈科重新召開法院會議及股東特別大會。商討以每股作價4.5元私有化，並撤銷上市地位（除牌）。不少小股東認為作價太低而反對。期間發生保險代理公司「種票」疑雲，有人被懷疑透過分發股票而影響私有化的投票，在會議場地內表達不滿。
結果在股東特別大會出席的股東（佔股權多於50%）有94.2%支持（多於75%），5.7%反對（少於10%），私有化議案獲得通過。
證監會亦有派員出席電盈私有化的法院會議及股東大會，監察投票過程，會後取走有關私有化表決的投票紀錄作調查。不過按照程序，電盈需待香港高等法院對該表決進行裁決，通過之後方能除牌，完成私有化。會議過後，股份於2月6日復牌，當日收市報4.05元。
2009年2月23日，證監會引用《證券及期貨條例》，就電訊盈科私有化事宜向法院申請介入有關法律程序。
2009年2月24日，高等法院批准證監會介入電訊盈科私有化事宜的法律程序。而電訊盈科私有化聆訊日期定於4月1日至4月2日進行。根據公司公布的時間表，若一切有關條件達成，股份買賣的最後日期是4月3日，並在4月14日將撤銷上市地位。
2009年4月6日，高等法院裁決電訊盈科私有化過程並未觸犯任何法例。批准電盈私有化。證監會隨即提出上訴並要求暫緩執行裁決，獲上訴庭接納。
2009年4月22日，高等法院上訴庭一致裁定證監會就電盈私有化上訴得直，否決電盈私有化。翌日，大股東宣佈私有化在期限以後自動失效。並宣布派發特別股息1.3元。4月23日收市報3.58元。
2009年4月29日起，港交所終止電盈期貨及期權交易。

### 2009年至今：香港電訊信托、進入免費電視市場、收購《信報》
2009年夏，廣播事務管理局（通訊事務管理局前身）對亞洲電視及無綫電視進行公聽會，會上意見多數針對無綫多年一台獨霸電視市場（慣性收視）、亞視多次更換管理層令節目脫離香港觀眾口味，需要發出新免費電視廣播牌照。2009年冬天，廣管局收到香港市民意見，歡迎收費電視及衛星電視申請加入香港免費電視廣播市場。2010年1月18日，電訊盈科發出新聞稿，指鑒於政府正接受免費電視牌照申請而又認為公司有能力，所以決定申請免費電視牌照。2010年3月31日，電訊盈科透過旗下子公司香港電視娛樂向廣管局提交免費電視牌照申請。
2010年8月24日，電訊盈科慶祝成立10周年。
2011年11月，電訊盈科將原香港電訊的業務分拆出來設立香港電訊信託並上市。香港電訊信託（英語：HKT Trust，港交所：6823）是由電訊盈科分拆的商業信託，是香港首隻商業信託，於2011年11月底在香港交易所上市。香港電訊信託下資產主要在香港提供固網、流動電話及寬頻服務，業務與電訊盈科前身盈科數碼動力當年收購的香港電訊極為相似，因此被市場人士視為香港電訊的再生，而當中亦不難理解為李氏的財技。
2011年10月12日，電訊盈科舉行股東會，表決通過分拆香港電訊信託上市。電訊盈科表示如果香港電訊信託估值不足286億港元，不會進行分拆。同年11月，香港電訊信託進行公開招股，招股價介乎4.53至5.38元，集資金額為93.02億至110.47億元。香港電訊信託優先向電訊盈科股東發售最多2.07億合訂單位。其中電盈主席李澤楷合共認購12.49%的合訂單位。
香港電訊信託會以合訂證券的模式上市，每個合訂單位包括一個香港電訊信託單位、一股由託管人經理持有的香港電訊普通股及一股香港電訊特定優先股。
2012年6月，香港電訊信託向Vodacom收購南非通訊公司Gateway Communications。
2013年起，電訊盈科流動通訊品牌由「PCCW Mobile」更改成「PCCW-HKT」（2000年盈動併購香港電訊初期曾稱為「PCCW·HKT」，且沿用“香港電訊”名字）。然而「PCCW-HKT」品牌使用約一年後因回購CSL而再次停用。
2013年10月15日，香港電視娛樂與奇妙電視分別於同一日獲得行政會議原則上同意發放免費電視牌照。
2013年12月20日，香港電訊信託斥資約188.67億元，向Telstra旗下Telstra Bermuda及新世界發展（0017）旗下Upper Start分別收購CSL 76.4%及23.6%股權，包括CSL旗下1010、one2free及新世界傳動網品牌。渣打銀行為香港電訊（06823）提供25億美元（約195億港元）十八個月期過渡貸款用作收購CSL。
根據《香港法例》第562章《廣播條例》第8(c)條及附表4第2條，公司如屬某法團的附屬公司，不得獲批給或持有免費電視牌照，而香港電視娛樂於申請牌照時的最終母公司為電訊盈科。為符合非附屬公司的規定，香港電視娛樂於2014年5月進行企業改組，改組後，電訊盈科透過其附屬公司「PCCW Interactive Media Holdings Limited」持有50%無表決權股份，而另外2間信託公司「HKTVE (B Class) (PTC) Limited」及「HKTVE (C Class) (PTC) Limited」則分別持有100%有表決權股份及50%無表決權股份。
2015年4月1日，商務及經濟發展局局長蘇錦樑公佈行政長官會同行政會議在考慮通訊事務管理局建議後，決定批出有效期為12年的免費電視牌照予香港電視娛樂，即時生效。蘇錦樑指出，香港電視娛樂的覆蓋率將會由最初的65%逐步提升至80%或者以上，期望香港電視娛樂可以盡快開台。他又指出，2021年將會進行中期檢討。同日晚上，香港電視娛樂表示歡迎香港政府發出免費電視牌照，同時期望香港政府可以加快處理頻譜分配決定，讓香港電視娛樂能夠使用廣播頻譜。同年7月31日，通訊事務管理局決定採用行政指配方式，指配原由亞視使用的多頻網頻道的一半傳輸容量予香港電視娛樂，以提供持牌免費電視服務。2015年10月20日，電訊盈科宣佈以「ViuTV」作為其免費電視品牌。2016年3月31日，ViuTV根據新牌照條款在now寬頻電視頻道99試播；4月2日，ViuTV在大氣電波99台進行試播。同年4月6日，ViuTV在香港會議展覽中心舉行開台禮，正式開台。但ViuTV只限於數碼廣播，將不會提供模擬廣播服務。
2017年1月20日，电讯盈科旗下的英文免费电视频道ViuTVsix開始在免費電視96號頻道播送靜止預告畫面，確定將於2017年3月31日啟播。
2017年2月13日電訊盈科以每股作價10.15元，減持香港電訊信託8.40747億股合訂單位，相當於已發行股份11.1%股權 ，套現
85.34億港元，持股量降至39.35億股，相當於已發行股份約51.97%
2017年3月27日早上，ViuTVsix開始滾筒播放宣傳片段「ViuTVsix Showreel」至31日凌晨2時作「Signal Test（訊號測試）」，2017年3月31日上午7時，正式啟播。
2017年8月，香港電訊於九龍站圓方開設面積達5,200平方呎的「io.t by HKT」概念店。
2020年8月7日，電訊盈科宣佈以19.5億港元的作價向香港電訊出售Now TV，並拟分拆OTT業務上市。
2020年8月24日，電訊盈科慶祝其成立20周年。
2022年4月22日，電訊盈科宣佈將香港電視娛樂的自製節目製作與藝人管理兩部門業務分拆為新公司MakerVille。同日，魯庭暉正式調任成為新公司的行政總裁，同時間原有ViuTV負責節目製作及藝人管理的所有幕後人員也全數調任至新公司。
2025年1月28日，電訊盈科宣佈以7000萬港元收購《信報》。

## 董事局及高級職員
- 集團主席兼執行董事：李澤楷
- 執行董事、集團董事總經理及集團財務總裁：許漢卿
- 非執行董事：謝士榮
- 非執行董事：孟樹森
- 非執行董事：王芳
- 非執行董事：衛哲
- 獨立非執行董事：麥雅文
- 獨立非執行董事：黃惠君
- 獨立非執行董事：Bryce Wayne Lee
- 獨立非執行董事：Lars Eric Nils RODERT
- 獨立非執行董事：David Christopher CHANCE
- 獨立非執行董事：Sharhan Mohamed Muhseen Mohamed

### 高級職員
- 電訊盈科企業方案董事總經理：李喆
- 電訊盈科媒體集團董事總經理：李凱怡
- 集團電訊科技總裁：白禮文
- 集團政府事務主管：駱凱燕
- 集團人力資源總監：沈慧玲
- 集團傳訊事務主管：陳志強
- 集團法律事務總監兼公司秘書：張學芝

## 職工會
電訊盈科設有職工會，分別有「電訊盈科職工總會」（左派工聯會屬會，登記編號：53）;「電訊盈科職員協會 （页面存档备份，存于）」（職工盟屬會，登記編號：729）及香港大東電報局職員會（REACH, PCCW, Cable and Wireless Staff Association 編號 TU No. 472）。其中左派工會於2014年度申報之會員人數有835人，而職工盟屬會則有715人。

## 外部連結
- 電訊盈科網頁 （页面存档备份，存于）
- 香港電訊信託與香港電訊有限公司網頁 （页面存档备份，存于）